# RNA-splitsning

principskiss för RNA-splitsningen.

RNA-splitsning är en posttranskriptionell förändring av mRNA som nyligen syntetiserats. Hos eukaryota celler består varje gen av en till hundratals exoner. Dessa bitar av funktionell DNA-kod kan sättas ihop i olika transkript, och skiljs åt av så kallad intronsekvenser, som inte används för att koda för proteiner.
RNA-splitsningen är en del av modifieringen av pre-mRNA:t så att det kan translateras till proteiner, under denna process klipps intronsekvenserna bort och exonsekvenserna splitsas ihop till en sammanhållen enhet. Därefter följer 5' capping samt polyadenylering.
Introner innehåller ett antal element som gör att de känns igen och kan klippas bort under RNA-processingen. Dessa är en 5'- och en 3'-splitsningsplats, samt en så kallad  branch point. Splitsningsplatserna avgör de exakta avgränsningarna för ett intron, och utgörs ofta av basparsekvensen GT (GU) för 5'-änden, samt AG för 3'-änden. I slutet av intronet finns ett pyrimidin-rikt område (Py-py-py i bilden) och strax innan det finns det så kallade branch pointet (markerat med siffran 3 i bilden), som oftast har en adeninbas.
Oftast utförs splitsningen av ett ribozym kallat spliceosomer, dock har vissa RNA-transkript den häpnadsväckande förmågan till själv-splitsning, där de katalytiska egenskaperna som behövs för splitsningen ingår i intronsekvensen.